# Momentanzins
Der Momentanzins (englisch short rate) ist im Momentanzinsmodell die zentrale nominale Größe, die einen Zinssatz wiedergibt, der als risikofreier Zinssatz eines zinstragenden und als Standardgut geltenden Finanzinstruments den Zins für eine infinitesimal (unendlich) kleine Zeiteinheit darstellt.

## Allgemeines
Momentanzinsmodelle (englisch short-rate models) arbeiten mit dem Momentanzins als theoretischem Konstrukt, das so am Finanzmarkt nicht beobachtet werden kann. Das Momentanzinsmodell gehört zu den Zinsstrukturmodellen, zu denen insbesondere das Modell von Oldřich Vašíček gerechnet wird, der 1977 einen gaußschen Ornstein-Uhlenbeck-Prozess für die Entwicklung des Momentanzinses verwendete. Weitere bedeutende Ansätze sind z. B. die Modelle von Cox-Ingersoll-Ross (1985) und das Hull-White-Modell (1990). Sie modellieren den Zins auf der Grundlage des Momentanzinses und stochastischer Prozesse.
Auf dem Geld- oder Kapitalmarkt wird die künftige Entwicklung des Zinsniveaus und der Zinsstruktur maßgeblich durch die Erwartungen der Marktteilnehmer über die künftige Zinsentwicklung beeinflusst. In Betracht kommen für den Momentanzins Geldmarktpapiere (auf dem Geldmarkt) und Anleihen (auf dem Kapitalmarkt); Substitutionen durch Substitutionsgüter (Ersatz einer Nullkuponanleihe durch ein festverzinsliches Wertpapier) mit unterschiedlichen Laufzeiten bleiben unberücksichtigt.

## Determination
Der Momentanzins gibt den im Augenblick („momentan“) sicheren, also risikofreien Zinssatz an, der als Vergleichswert dient. Für den Momentanzins wird ein Standardgut gewählt, also ein Finanzinstrument, bei welchem der Kurs aller anderen Finanzinstrumente in Relation gemessen wird. Das kann beispielsweise ein Sparbuch mit risikofreiem und stetigem Spareckzins sein. Zinsbewegungen sind das Ergebnis einer effizienten Informationsverarbeitung bei White Noise (zufälliges Rauschen um einen stationären Trend); sie sind auf Zufall zurückzuführen.

## Formale Darstellung
Der Momentanzins erfordert einen vollkommenen Kapitalmarkt, auf dem Arbitragefreiheit herrscht. Dort entspricht die erwartete Rendite einer Anleihe für einen infinitesimal kleinen Anlagezeitraum dem risikofreien Nominalzins zuzüglich einer Risikoprämie. Die erwartete Momentanrendite einer Anleihe {\displaystyle \alpha D} entspricht dem Momentanzins {\displaystyle i} zuzüglich einer Risikoprämie {\displaystyle \sigma D}, in der die Momentanstandardabweichung der Anleiherendite und der Marktpreis des Risikos enthalten ist:
{\displaystyle \alpha D=i+\sigma D}.
Liegt beispielsweise der Momentanzins {\displaystyle i} zum Zeitpunkt {\displaystyle t} unterhalb des mittleren Zinsniveaus {\displaystyle m}, würde man im nachfolgenden Zeitintervall eine Bewegung nach oben erwarten, doch kann es wegen einer zu berücksichtigenden Zufallsvariablen {\displaystyle \Delta i} dazu führen, dass sich der Zins nach unten bewegt.

## Modellierung
Das Geldmarkt- oder auch ein Bankkonto mit stetiger Verzinsung ist als rollierende Anlage definiert: Zum Startzeitpunkt {\displaystyle t=0} wird eine Geldeinheit investiert, die zu jedem Zeitpunkt {\displaystyle t\geq 0} mit dem jeweiligen Momentanzins {\displaystyle r_{t}} verzinst wird. Bezeichnet {\displaystyle B_{t}} den Guthabenstand des Geldmarktkontos, so folgt dieser – Stetigkeit des Momentanzinses vorausgesetzt – der Gleichung
{\displaystyle B_{t}=\exp \left(\int \limits _{0}^{t}r_{u}\mathrm {d} u\right)}.
Durch Ableitung erhält man die äquivalente Form als Differentialgleichung mit Startbedingung:
{\displaystyle B_{0}=1}
und
{\displaystyle {\frac {dB_{t}}{dt}}=r_{t}\cdot B_{t}}.
Der Guthabenstand {\displaystyle B_{t}} zum Zeitpunkt t stellt (aufgrund der Normierung {\displaystyle B_{0}=1}) auch den Akkumulations- oder Aufzinsungsfaktor für eine Zahlung im Zeitpunkt {\displaystyle 0} dar.

## Wirtschaftliche Aspekte
Der Momentanzins ist kein Marktzins, sondern Bestandteil oder Ergebnis eines Modells. Die Risikoprämie und der Momentanzins sind die in den jeweiligen Modellspezifikationen vorgegebenen Funktionen. Er wird stets vom Mean-Reversion-Level angezogen. Mean Reversion bedeutet, dass der Momentanzins um einen vorgegebenen (exogenen) Mittelwert schwankt und sich hin zu einem langfristigen Durchschnittswert bewegt bzw. driftet.
Da die Preise von Nullkuponanleihen nur von einer Zustandsvariablen – dem Momentanzins – abhängen, ist auch die gesamte Zinsstruktur vom Momentanzins abhängig.
Von besonderer Bedeutung ist das Geldmarktkonto im Rahmen der risikoneutralen Bewertung, bei der das Geldmarktkonto als Standardgut verwendet wird.